# Zoran Begić
Zoran Begić "Zoka" (Mostar, 18. veljače 1966.), hercegovački je i hrvatski glazbenik, s prebivalištem u Posušju. Poznat je po domoljubnim pjesmama posvećenim Hrvatskoj i Hercegovini. Dosad je izdao pet albuma.

## Životopis
Begić je glazbenu karijeru započeo na raznim amaterskim festivalima, a njegov prvi album, „Pjevaj prijatelju“, izlazi 1999. godine. Nakon toga započinje profesionalnu karijeru.
2003. godine izlazi i drugi album pod nazivom „Preko brda i visina“, u kojem se našlo par hitova, kao što su „Volim Hercegovinu“, „Diži kume pjesmu“, „Zovem Zoru“ i ostale. Album je dobio platinastu plaketu izdavačke kuće Song Zelex za prodanih 35.000 primjeraka.
U prosincu 2005. izlazi treći album pod nazivom „Ameriko, Ameriko“, iza kojeg je usljedila turneja diljem svijeta. Album je opet bio nagrađen platinastom plaketom izdavačke kuće Song Zelex za prodanih 28.000 primjeraka. 2007. godine, Begić je nastupio u Hercegovačkom radijskom festivalu sa singlom „Među svojima“. 
Godinu kasnije, izlazi njegov četvrti studijski album pod nazivom „Među svojima“. Album je sniman u Zagrebu, a sa "Zokom" je surađivao i glazbenik Mate Bulić, s kojim je i snimljen duet „Lito je na Ilindanu“. S pjesmom „Haljina bijela“ nastupio je na 2. HRF-u i osvojio treće mjesto. Većinu pjesama sa zadnjeg albuma napisao je sam Zoran Begić.

## Privatni život
Zoran Begić je oženjen, te otac petero djece.

## Diskografija
- 1999. - Pjevaj prijatelju
- 2003. - Preko brda i visina
- 2005. - Ameriko, Ameriko
- 2008. - Među svojima
- 2015 - The best of - kompilacija izdanja 1999-2015
- 2016 - Korak po korak

## Vanjske poveznice
- Službena stranica